# Cap Martin
Pour les articles homonymes, voir Martin.

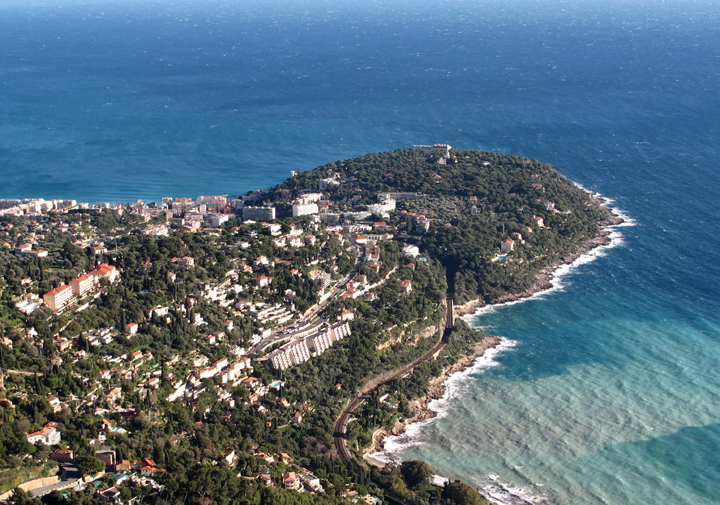
Roquebrune-Cap-Martin et le cap Martin

Le cap Martin est le nom d’un cap du littoral de la Côte d’Azur situé sur le territoire de la commune de Roquebrune-Cap-Martin en France. On écrit Cap-Martin lorsque l’on désigne l'agglomération bâtie sur la presqu'île du cap.

## Présentation

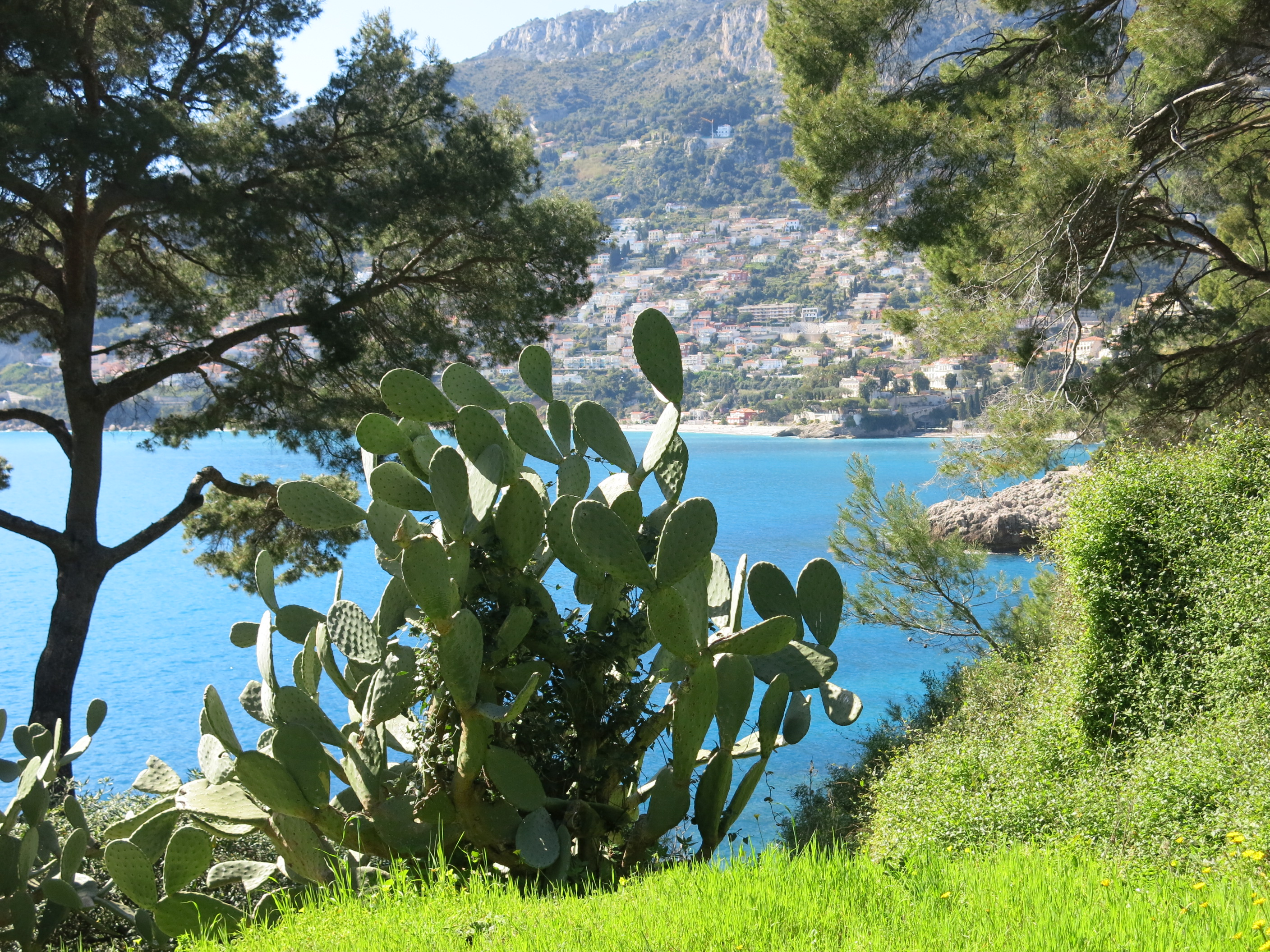
Figuier de Barbarie au Cap-Martin, au fond Roquebrune.

Au Ier siècle de notre ère, la via Julia Augusta le traverse d’est en ouest pour rejoindre Cimiez, via La Turbie, depuis Vintimille. Les vestiges du mausolée de la villa Lumone témoignent du prestige dont ces lieux jouissaient déjà à l’époque romaine.
En 1889, le cap est cédé à une société immobilière anglaise. Son représentant, le promoteur Calvin  White, en confie l'aménagement  à l’architecte Hans-Georg Tersling. Trois axes de voiries y sont tracés. La construction d’un  établissement de prestige nommé Grand Hôtel du Cap attire de nombreuses têtes couronnées, d'Édouard VII d’Angleterre à François-Joseph Ier d'Autriche  et à son épouse Sissi, à la mémoire de laquelle un monument est érigé en 1899. (Ce monument, un obélisque aux dimensions modestes mais aux lignes vigoureuses, se dresse non loin de l'extrémité du cap, sur une terrasse qui regarde Menton et la côte italienne). Le site prend rapidement un caractère aristocratique et mondain. Son urbanisation se poursuit à un rythme soutenu: abritées derrière une épaisse végétation, de luxueuses demeures, comme la Villa Cyrnos, la Villa Cypris, la Villa Torre Clementina, la Villa Aréthuse-Trianon, La Zoraïde (propriété qui appartint à Daisy Fellowes), la villa Del Mare (ancienne résidence du dirigeant africain Mobutu) ou la Villa Zamir, se parent de jardins remarquables et enrichissent le cap Martin de la beauté de leur architecture. Ces villas sont toutes regroupées dans le lotissement du domaine privé du Cap Martin.
Au début du XXe siècle, la  ligne du Tramway de Nice et du Littoral (TNL) prolongée permet sa desserte  par voie ferrée.
L'ouvrage de Cap Martin, élément de la ligne Maginot, y est bâti.
L'ancien chemin des douaniers a été aménagé en une promenade qui porte le nom de Le Corbusier, de sept kilomètres de long, qui permet de faire le tour du cap et offre des points de vue à l'est sur la ville de Menton et la Riviera italienne et à l'ouest sur la principauté de Monaco.

## Curiosités
La dénomination officielle utilisée par la SNCF pour désigner la gare de la commune est « Cap Martin-Roquebrune ».

## Galerie

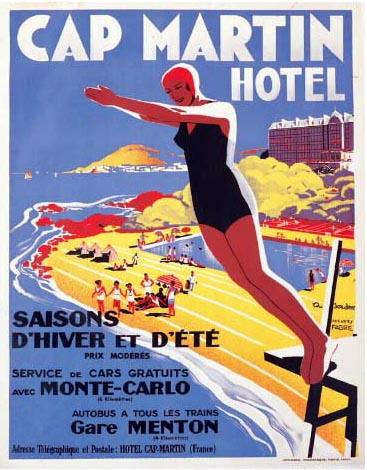
Affiche publicitaire.
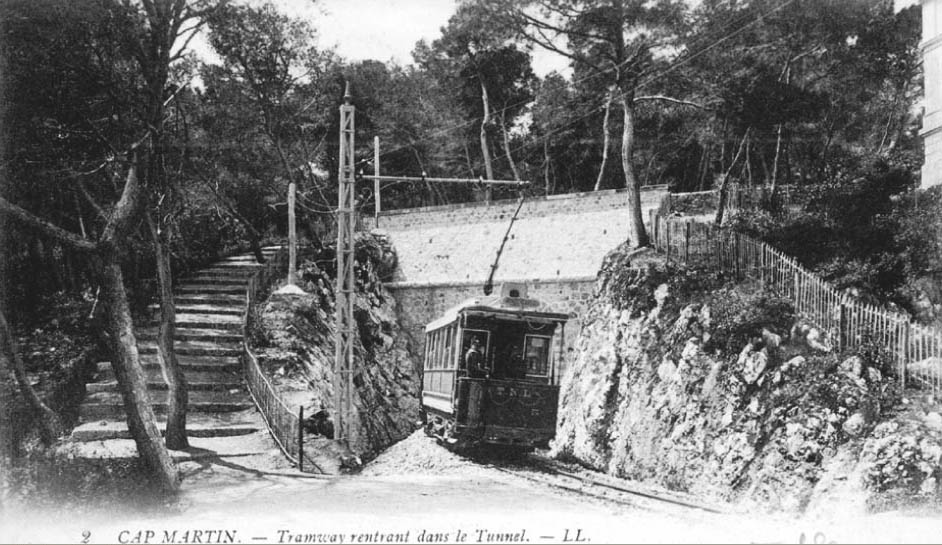
La desserte du tramway.

## Autres caps des Alpes-Maritimes
- Cap d'Ail
- Cap d'Antibes
- Cap Ferrat
- Cap de Nice
- Cap Estel